# Резолюція Генеральної Асамблеї ООН ES-11/3
Резолюція Генеральної Асамблеї ООН ES‑11/3 — третя резолюція одинадцятої надзвичайної спеціальної сесії Генеральної Асамблеї Організації Об'єднаних Націй, яка була прийнята 7 квітня 2022 року. Резолюція призупинила членство Російської Федерації в Раді ООН з прав людини через «серйозне занепокоєння триваючою кризою з прав людини та гуманітарною кризою в Україні […], включаючи грубі та систематичні порушення та зловживання прав людини», вчинені Російської Фередацією. Резолюцію було ухвалено: 93 голоси «за», 24 «проти», 58 утрималися.

## Передумови
1 квітня 2022 року було оприлюднено відеозапис наслідків бучанської різанини, вчиненої Збройними силами Російської Федерації.. 4 квітня, посилаючись на різанину в Бучі, представник США в ООН Лінда Томас-Грінфілд оголосила, що Сполучені Штати Америки домагатимуться виключення Росії з Ради ООН з прав людини. На той час Росія була обрана членом Ради на трирічний термін.
Проєкт резолюції A/ES-11/L.4 було представлено 6 квітня 2022 року. Раніше лише Лівія була позбавлена прав на членство в результаті дій режиму Каддафі проти антиурядових демонстрантів у 2011 році. Перед голосуванням російська делегація в Організації Об'єднаних Націй приватно розповсюдила лист із закликом до країн не голосувати за резолюцію або утриматися від неї, підкреслюючи, що це вплине на двосторонні відносини.

## Голосування
7 квітня 2022 року Генеральна Асамблея ООН,подолавши бар'єр у дві третини голосів «за», ухвалила резолюцію: 93 держави проголосували «за», 24 — проти, 58 — утрималися. Оскільки членство Російської Федерації діє до 2023 року, російська делегація оголосила про вихід з Ради ООН з прав людини раніше того ж дня в очікуванні голосування.
| Голоси                                      | Підрахунок | держави | Відсоток голосів | Відсоток держав-членів |
| ------------------------------------------- | ---------- | --- | ---------------- | ---------------------- |
| За                                          | 93         | Албанія, Андорра, Антигуа і Барбуда, Аргентина, Австралія, Австрія, Багамські острови, Бельгія, Болгарія, Боснія і Герцеговина, Велика Британія, Гаїті, Гватемала, Гондурас, Гренада, Греція, Грузія, Данія, Домініка, Домініканська Республіка, Еквадор, Естонія, Ізраїль, Ірландія, Ісландія, Іспанія, Італія, Канада, Кіпр, Кірибаті, Колумбія, Коморські острови, Демократична Республіка Конго, Коста-Рика, Кот-д'Івуар, Латвія, Литва, Ліберія, Лівія, Ліхтенштейн, Люксембург, Маврикій, Малаві, Мальта, Маршаллові острови, Федеративні Штати Мікронезії, Молдова, Монако, М'янма, Науру, Нідерланди, Німеччина, Нова Зеландія, Норвегія, Палау, Панама, Папуа Нова Гвінея Південна Корея, Північна Македонія, Парагвай, Перу, Польща, Португалія, Румунія, Сент-Люсія, Самоа, Сан-Марино, Сейшельські Острови, Сербія, Словаччина, Словенія, Сполучені Штати Америки, Східний Тимор, Сьєрра-Леоне, Тонга, Тувалу, Туреччина, Україна, Угорщина, Уругвай, Фіджі, Філіппіни, Фінляндія, Франція, Хорватія, Чад, Чехія, Чилі, Чорногорія, Швеція, Швейцарія, Ямайка, Японія | 79,49 %          | 48,19 %                |
| Проти                                       | 24         | Алжир, Білорусь, Болівія, Бурунді, В'єтнам, Габон, Еритрея, Ефіопія, Зімбабве, Іран, Казахстан, Киргизстан, Китайська Народна Республіка, Республіка Конго, Куба, Лаос, Малі, Нікарагуа, Північна Корея, Росія, Сирія, Таджикистан, Узбекистан, Центральноафриканська Республіка | 20,51 %          | 12,44 %                |
| Утримались                                  | 58         | Ангола, Бахрейн, Бангладеш, Барбадос, Беліз, Ботсвана, Бразилія, Бруней, Бутан, Вануату, Гамбія, Гана, Гаяна, Гвінея-Бісау, Есватіні, Єгипет, Ємен, Індія, Індонезія, Ірак, Йорданія, Кабо-Верде, Камбоджа, Камерун, Катар, Кенія, Кувейт, Лесото, Мадагаскар, Малайзія, Мальдіви, Мексика, Монголія, Мозамбік, Намібія, Непал, Нігер, Нігерія, Об'єднані Арабські Емірати, Оман, Пакистан, Південно-Африканська Республіка, Сальвадор, Саудівська Аравія, Сенегал, Сент-Вінсент і Гренадини, Сент-Кіттс і Невіс, Сінгапур, Південний Судан, Судан, Суринам, Танзанія, Таїланд, Того, Тринідад і Тобаго, Туніс, Уганда, Шрі-Ланка | –                | 30,05 %                |
| Відсутні                                    | 18         | Ісламська Республіка Афганістан, Азербайджан, Бенін, Буркіна-Фасо, Венесуела, Вірменія, Джибуті, Гвінея, Екваторіальна Гвінея, Замбія, Ліван, Мавританія, Марокко, Руанда, Сан-Томе і Принсіпі, Соломонові острови, Сомалі, Туркменістан | –                | 9,33 %                 |
| Всього                                      | 193        | | 100 %            | 100 %                  |
| Джерело: протокол голосування A/RES/ES-11/3 |            | |                  |                        |